# 巴拿馬掠食巨口魚
巴拿馬掠食巨口鱼（学名：Borostomias panamensis）为輻鰭魚綱巨口鱼目巨口鱼科的其中一種。分布於東太平洋區，從美國加州至智利海域，為深海魚類，棲息深度500-1800公尺，體長可達30公分，屬肉食性，以甲殼動物為食。

## 扩展阅读
維基物種上的相關：巴拿馬掠食巨口鱼